# Yoasobi
Yoasobi (яп. ヨアソビ ёасоби) — японский дуэт, созданный в 2019 году компанией Sony Music Entertainment Japan, состоящий из продюсера Аясэ и певицы-автора песен Лилас Икуты, выступающей под псевдонимом Икура. Слоганом дуэта является фраза «рассказы в музыке», дуэт первоначально выпускал песни, основанные на коротких рассказах, размещенных на Monogatary.com, социальной сети о творческом письме и иллюстрациях, управляемой их лейблом.
После того, как дебютный сингл Yoasobi «Yoru ni Kakeru» стал вирусным в социальных сетях, он принес им прорыв, оставаясь на вершине Billboard Japan Hot 100 в течение шести недель подряд и став первой песней в истории Японской ассоциации звукозаписывающих компаний (RIAJ), которая оставалась на вершине Billboard Japan Hot 100 в течение шести недель подряд. К тому же сингл возглавил итоговый чарт Billboard Japan за 2020 год.
После последовало несколько успешных синглов: вдохновленной мангой Голубой период «Gunjō», саундтреки для аниме «Выдающиеся звери» «Kaibutsu» и «Yasashii Suisei», «Shukufuku» для «Мобильный воин Гандам: Ведьма с Меркурия» и «Idol» для «Ребенок идола»; последний занимал первое место в Japan Hot 100 в течение десяти недель подряд, а также первое место в Billboard Global Excl. US на протяжении трёх недель и в чартах Apple Music и YouTube Music. «Idol» стал первой японской песней, занявшей первое место в чарте Billboard Global Excl. US.
Дуэт выпустил пять мини-альбомов: три на японском языке «The Book», «The Book 2» (оба в 2021 году) и «Hajimete no — EP» (2023), и три англоязычных «E-Side» (2021), «E-Side 2» (2022) и «E-Side 3» (2024). «The Book» и «The Book 2» достигли второго места в чарте альбомов Oricon. Помимо этого в 2022 году дуэт выпустил сборник рассказов «Hajimete no» совместно с лауреатами премии Сандзюго Наоки, — писателями Рио Симамото, Мидзуки Цудзимура, Миюки Миябэ и Это Мори. Для рассказов из сборника были написаны и исполнены песни, которые вошли в «Hajimete no — EP».
Дуэт получил несколько наград, в том числе десять наград Japan Gold Disc Awards, три премии Space Shower Music Awards, четыре премии MTV Video Music Awards Japan, две премии Japan Record Award, премию Noma Publishing Culture Award, а также ещё множество наград.

## Название
Название дуэта Yoasobi происходит от японского слова yoasobi (яп. 夜遊び), что означает «ночная жизнь». Такое название было выбрано Аясе, потому что он считал, что этот дуэт станет дополнением к индивидуальной деятельности каждого участника. Он сравнивал их индивидуальные карьеры с дневной, а карьеру в дуэте — с ночной жизнью. Он надеялся, что участники смогут разделять эти две части своей жизни. Дуэт использует слоган «Рассказы в музыке» (яп. 小説を音楽にする сё:сэцу о онгаку ни суру), чтобы представить себя.

## Карьера

### 2019—2021: Создание дуэта, «Yoru ni Kakeru» и «The Book»
Оба участника Yoasobi имели активную музыкальную карьеру до образования дуэта. Аясе, музыкальный продюсер, автор песен и бывший вокалист рок-группы Davici. Когда он проходил лечение язвы желудка в больнице, он начал использовать программное обеспечение Vocaloid для создания песен. Он загрузил свою первую песню «Sentensei Assault Girl» на видеохостинг Niconico в 2018 году, а через год завоевал популярность своей песней «Last Resort». Затем, в декабре того же года, он выпустил свой дебютный мини-альбом «Ghost City Tokyo».
Лилас Икута, позже выбравшая для себя сценический псевдоним Икура, была участницей кавер-группы Plusonica в 2017—2021 годах. В 2016 году она обучалась на курсе для артистов «Lesson», который спонсировался Sony Music Entertainment Japan, и выпустила свой демо-CD «15 no Omoi». Позже на независимом лейбле After School вышли два её EP: «Rerise» (2018) и «Jukebox» (2019).
В 2019 году Аясэ получил предложение от Ëхэя Ясиро и Сюи Ямамото из Sony Music Entertainment Japan о сотрудничестве в проекте по созданию песен, вдохновленных короткими рассказами, опубликованными через Monogatary.com, веб-сайт, посвященный творческому письму и иллюстрациям. Во время поиска вокалистов Аясэ нашел Икуру в Instagram, куда она опубликовала некоторые свои песни и каверы, и убедил её создать дуэт. Они объявили о своём дебюте с помощью тизер-видео 1 октября 2019 года.
Первой песней, выпущенной группой, стала «Yoru ni Kakeru», основанная на рассказе Майо Хосино «Thanatos no Yūwaku», опубликованном на Monogatary.com и выигравшем конкурс романов Monocon 2019. Первоначально музыкальное видео на песню было загружено на YouTube-канал и Niconico аккаунт Аясэ 16 ноября 2019 года, а затем песня была выпущена в коммерческую продажу 15 декабря. Во время пандемии COVID-19 в Японии «Yoru ni Kakeru» стала вирусной в социальных сетях. Также популярным стал сингл «Home Take» от Икуры, который занял первое место в нескольких японских чартах. Через пять месяцев после релиза песня впервые поднялась на первое место в Billboard Japan Hot 100 и чарт Oricon. В чарте Billboard песня провела в общей сложности шесть недель на вершине, причем три недели из них были непрерывно.
«Yoru ni Kakeru» стала лучшей песней 2020 года в Japan Hot 100, став первым синглом без CD, возглавившим этот чарт. Она была сертифицирована Ассоциацией звукозаписывающей индустрии Японии (RIAJ) как бриллиантовая за более чем 500 миллионов прослушиваний в Японии, став первой песней в истории, которая сделала это. Песня получила награду «Песня года» на MTV Video Music Awards Japan 2020 и Space Shower Music Awards 2021, а также серебряный приз на JASRAC Awards 2023.
Вслед за дебютным синглом Yoasobi выпустили «Ano Yume o Nazotte» 18 января 2020 года. Песня основана на рассказе Yume no Shizuku to Hoshi no Hana Соты Исики, получившем премию Monocon 2019. Следующий сингл, «Halzion», основанный на произведении Сюнки Хасидзумэ «Happy End», был выпущен 11 мая в рамках проекта «Immersive Song Project» для рекламы энергетического напитка под брендом Zone. Это было первое сотрудничество дуэта с профессиональным автором, первые два произведения были написаны авторами-любителями.
Во второй половине года вышло ещё три сингла. Первый, «Tabun», вышел 20 июля по мотивам одноимённого рассказа Синано. 1 сентября для продвижения рекламы мини-шоколада Bourbon Alfort был выпущен сингл «Gunjō», вдохновленный мангой «Голубой период» и рассказом «Ao o Mikata ni». 18 декабря совместно со сценаристом Осаму Судзуки дуэт выпустил сингл «Haruka».
31 декабря дуэт выступил на 71-м NHK Кохаку ута гассэн с синглом «Yoru ni Kakeru». Все синглы, выпущенные ранее, предшествовали дебютному EP «The Book», выпущенному 6 января 2021 года. Мини-альбом дополнительно включал трек «Encore», который был основан на произведении победителя Yoasobi Contest Vol. 1. Он был использован для рекламы Google Pixel 5 и Pixel 4a (5G). Альбом дебютировал на втором месте как в чарте альбомов Oricon, так и в альбомном чарте Billboard Japan, и по состоянию на 2021 год было продано 150 000 компакт-дисков и 100 000 цифровых копий, что сделало «The Book» единственным альбомом, достигшим этого рубежа в том году. Альбом получил золотую сертификацию RIAJ, как для физического, так и для цифрового издания, и получил специальную награду на CD Shop Awards.

### 2021: «The Book 2»
Дуэт записал вступительную и заключительную темы для второго сезона аниме-сериала «Выдающиеся звери». Вступительная тема «Kaibutsu», была выпущена 6 января 2021 года, а заключительная тема, «Yasashii Suisei», вышла 20-го. Песни были основаны на произведениях «Jibun no Mune ni Jibun no Mimi o Oshi Atete» и «Shishiza Ryūseigun no Mama ni», соответственно, написанных автором манги Пару Итагаки. Позже, 24 марта, был выпущен двойной CD-сингл, дебютировавший на втором месте в чарте синглов Oricon. «Kaibutsu» достигла второго места в Japan Hot 100 и получила четыре награды в номинации на 36-й премии Japan Gold Disc Award. Песня заняла пятое место в списке 10 лучших песен 2021 года по версии журнала Time, став единственной японской песней, попавшей в этот список. 14 февраля в поддержку своего дебютного альбома дуэт провел свой первый концерт в прямом эфире «Keep Out Theater» для 40 000 онлайн-зрителей. Группа была радио-диджеями на «All Night Nippon X» каждый вторник с марта 2021 по 2022 год.
10 мая Yoasobi выпустили сингл «Mō Sukoshi Dake» для утреннего шоу Mezamashi TV на телеканале Fuji TV. Песня была основана на произведении победитля конкурса Yoasobi Contest Vol.3. 2 июля была выпущена песня для рекламного ролика оператора мобильной связи NTT docomo «Sangenshoku», основанная на книге сценариста Юитиро Комикадо «RGB». В июне бренд футболок Uniqlo UT заключил партнерство с Yoasobi для производства футболок с рисунками, вдохновленными визуальными эффектами дуэта. Чтобы продвинуть сотрудничество, был организован бесплатный концерт «Sing Your World», который состоялся 4 июля в Uniqlo City Tokyo и транслировался на официальном канале дуэта на YouTube. Его посмотрели 280 000 онлайн-зрителей по всему миру. 9 августа группа выпустила песню «Loveletter», основанную на письме Хацунэ «Ongaku-san e», которое победило в конкурсе Letter Song Project, проводимом в 2020 году радио Tokyo FM. В период с 9 по 13 сентября дуэт и Sony Park Exhibition провели выставку в Ginza Sony Park, где они впервые представили песню «Taishō Roman». Он был основан на рассказе Нацуми «Taishō Romance», который победил в конкурсе Yoasobi Contest Vol.2, и был выпущен через два дня после окончания выставки. В том же месяце дуэт был выбран в качестве талисмана 59-й премии Sendenkaigi Award, рекламной премии Sendenkaigi. Дуэт написал песню для детского телешоу от проекта Цели устойчивого развития (ЦУР) «Hirogare! Irotoridori» под названием «Tsubame» при участии детской группы Midories. Песня была выпущена 25 октября, она была основана на рассказе Наны Отоцуки «Chiisana Tsubame no Ōkina Yume».
Yoasobi выпустили свой второй EP «The Book 2» 1 декабря 2021 года. Мини-альбом дебютировал на втором месте в чарте альбомов Oricon и возглавил Billboard Japan Hot Albums. Он получил специальную награду на CD Shop Awards. В поддержку «The Book 2» Yoasobi провели свои первые два очных концерта под названием «Nice to Meet You» в Nippon Budokan 4-5 декабря, собрав 14 000 зрителей. 12 декабря дуэт снялся в эпизоде документальной программы «Jōnetsu Tairiku».
В 2021 году Yoasobi начали переводить песни с японского на английский. 2 июля вышла первая песня, «Into the Night», которая являлась переводом «Yoru ni Kakeru». Далее они выпустили ещё три сингла: «RGB» и «Monster» в июле и «Blue» в октябре. 12 ноября вышел первый англоязычный EP «E-Side». EP достиг 19-го места в чарте Oricon Combined Albums Chart и девятого места в Billboard Japan Hot Albums. Yoasobi выиграли премию «Артист года» на MTV Video Music Awards Japan 2021 и премию Space Shower Music Awards 2022, а также премию на 63-й церемонии вручения премии Japan Record Awards.

## Артистизм
Музыкальный стиль группы был описан как смесь поп-музыки, рока и электронной музыки. На Аясэ повлияла музыка 80-х, 90-х и K-pop, в то время как на Икуру повлияла западная музыка, такая как песни Диснея, фолк и кантри. Аясэ рассказал, что на него повлияли EXILE, Sukima Switch, Kobukuro, RADWIMPS и Айко, а Икура ссылается на Тейлор Свифт в качестве основного музыкального влияния. Их музыку сравнивали с другими японскими музыкальными коллективами, такими как Yorushika и Zutomayo, которые также известны своими вокалоидными корнями и анимационными музыкальными клипами. Все три группы в совокупности описываются неологизмом «Якосей» (яп. 夜好性, сцена любви к ночи), поскольку во всех названиях групп есть слово «夜», которое означает «ночь».
Несмотря на то, что песни группы основаны на вымышленных историях, Аясе интерпретирует их и пишет песни, отражая в них свои собственные чувства и переживания. При написании музыки для дуэта он сначала создает демо-версию, используя цифровую аудиостанцию на своем ноутбуке и голос вокалоида Мику Хацунэ, что позволяет ему избежать любых искажений, основанных на интерпретации человеческого голоса, а затем Икура записывает вокал для песни. Нацумэ Согами из «Real Sound» описал музыку группы как «оппозицию» другим музыкантам и «производную работу»: Аясэ интерпретирует и обобщает оригинальную историю и сохраняет её основную тему, обычно называя песню дуэта «простым» словом, например «Shukufuku», «Idol» и «Yūsha».

## Состав
- Аясэ — композитор (продюсер, автор песен, клавишные, синтезатор, сэмплер)
- Икура — вокалистка

Участники группы
- Закро Мисохаги — клавишный припев
- AssH — гитара
- Хоногумо — барабан
- Хикару Ямамото — бас-гитара

#### Дополнительные участники группы
- Сатору Тагути — гитара[98]
- Тацуя Амано (из Crossfaith) — барабаны[99]

## Дискография

### Японские альбомы

#### Мини-альбомы
- The Book (2021)
- The Book 2 (2021)
- Hajimete no – EP (2023)
- The Book 3 (2023)

### Английские альбомы

#### Мини-альбомы
- E-Side (2021)
- E-Side 2 (2022)
- E-Side 3 (2024)

## Фильмография

### Телесериалы
| Год  | Название        | Роль      | Примечания         | Примечания |
| ---- | --------------- | --------- | ------------------ | ---------- |
| 2021 | Jōnetsu Tairiku | Сами себя | Документальный     | [ 100 ]    |
| 2023 | Yoasobi 18Fes   | Артист    | Специальный эпизод | [ 101 ]    |

### Радио шоу
| Год       | Название                     | Роль  | Примечания     |
| --------- | ---------------------------- | ----- | -------------- |
| 2021-2022 | Yoasobi’s All Night Nippon X | Гость | [ 64 ] [ 102 ] |

## Концертная деятельность

### Концертные туры
- Denkōsekka Arena Tour (2023)[103][104]
- Yoasobi Asia Tour (2023—2024)[105][106][107]
- Pop Out Zepp Tour (2024)[108]
- Yoasobi Live in the USA (2024)[109][110]
- Yoasobi Dome Live (2024)[111]

Однодневные концерты
- Keep Out Theater (2021)[63]
- Sing Your World (2021)[69]
- Nice to Meet You (2021)[78]
- Yoasobi TikTok Live (2023)[112]